# Nikša Marinović
Nikša Marinović (Dubrovnik, 24. svibnja 1974.) hrvatski je kazališni, filmski i televizijski glumac i glazbenik.

## Životopis
Rođen u Dubrovniku, a u Zagrebu je završio osnovno i srednjoškolsko obrazovanje. Na Akademiji dramske umjetnosti u Zagrebu diplomirao je 2001. godine.
Stalni je član glumačkog ansambla Teatra &td od 2003. godine.

## Filmografija

### Televizijske uloge
- "Kud puklo da puklo" kao portir (2014.)
- "Počivali u miru" kao Mario (2013.)
- "Larin izbor" kao Marin Damjanović (2012.)
- "Pod sretnom zvijezdom" kao Adam Nikolić (2011.)
- "Dolina sunca" kao fra Jakov (2009. – 2010.)
- "Mamutica" kao Livio (2009.)
- "Zauvijek susjedi" kao Mateo Prohić (2008.)
- "Ponos Ratkajevih" kao manijak (2008.)
- "Dobre namjere" kao odvjetnik (2007.)
- "Kad zvoni?" kao dečko na plaži (2005.)
- "Zabranjena ljubav" kao Dražen (2005.)

### Filmske uloge
- "Ti mene nosiš" kao Daniel (2015.)
- "Penelopa" kao prosac #15 (2009.)
- "Katarza" (2004.)
- "Put u Raj biznis klasom" (2002.)
- "Nebo, sateliti" kao srpski vojnik #3 (2000.)
- "Ništa od sataraša" (2000.)

### Sinkronizacija
- "101 dalmatinac" kao Roger (2008.)
- "Dama i Skitnica" kao Drago (2006.)
- "Tarzan" kao Tarzan (2005.)

## Vanjske poveznice
- Nikša Marinović u internetskoj bazi filmova IMDb-u (engl.)
- Kazalište Mala scena  Arhivirana inačica izvorne stranice od 5. listopada 2007. (Wayback Machine)